# Замок Барнард
Замок Барнард (англ. Barnard Castle) — розорений середньовічний замок, розташований в місті Барнард Кастл в графстві Дарем, Велика Британія.

## Історія замку
Замок був побудований з каменю в 1095—1125 роках бароном Гі з роду Баліолів (англ. Guy I de Balliol). Між 1125 і 1185 роками його племінник Бернар де Балліол і його син Бернар II розширили будівлю.
У 1216 році замок був обложений Олександром II. Замок, як і раніше утримувався Балліолями, хоча їх права оскаржувалися єпископом Даремським. Коли Іоанна I скинули з шотландського королівського трону в 1296 році, замок був переданий єпископу Дарема. Приблизно в 1300 році англійський король Едуард I передав замок графу Воріку. В 1477 році під час війни Червоної та Білої троянд, Річард, герцог Глостерський (згодом Річард III) оволодів замком, який став однією з його улюблених резиденцій. В XV столітті в результаті одруження Річарда III на Анні Невілл замок був переданий її сім'ї.
Протягом наступних двох століть сімейство Невілл розширило замок. Однак, коли Чарльз Невілл, 6-й граф Вестморлендський, був позбавлений прав через його керівну роль у повстанні замок був конфіскований. У 1626 році замок Барнард (разом із замком Ребі) були передані Генрі Вейну (англ. Sir Henry Vane).
Вейн вирішив зробити замок Ребі своїм основним місцем проживання, після цього замок Барнард став покинутим. Частина його кладки була знята і використана для добудови Ребі.

## Сучасний стан
Сьогодні замок знаходиться в розпорядженні Фонду англійської спадщини і відкритий для відвідування. Особливий інтерес викликають руїни XII століття циліндрична вежа, а також великий зал і велика палата XIV століття.

## Галерея

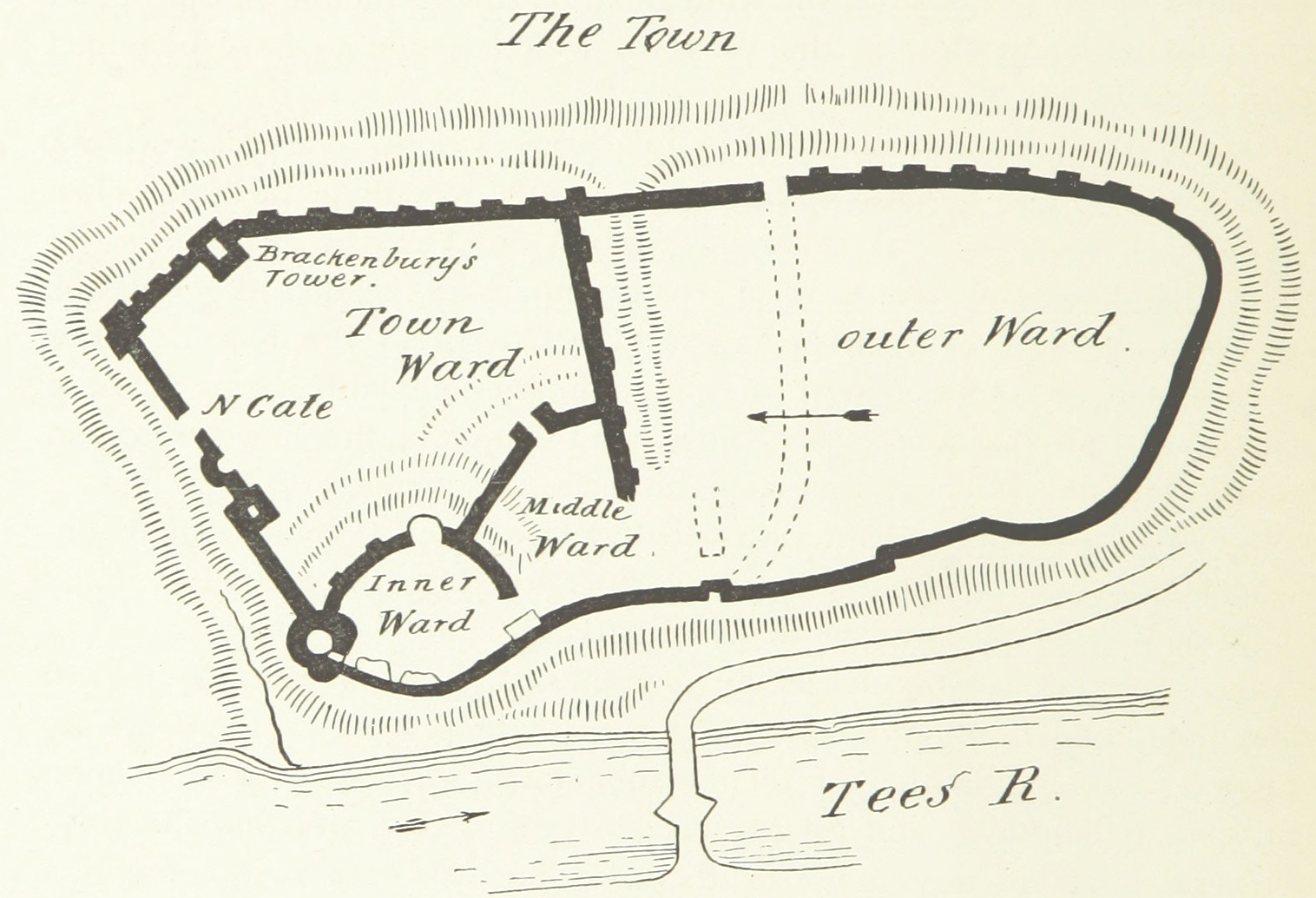
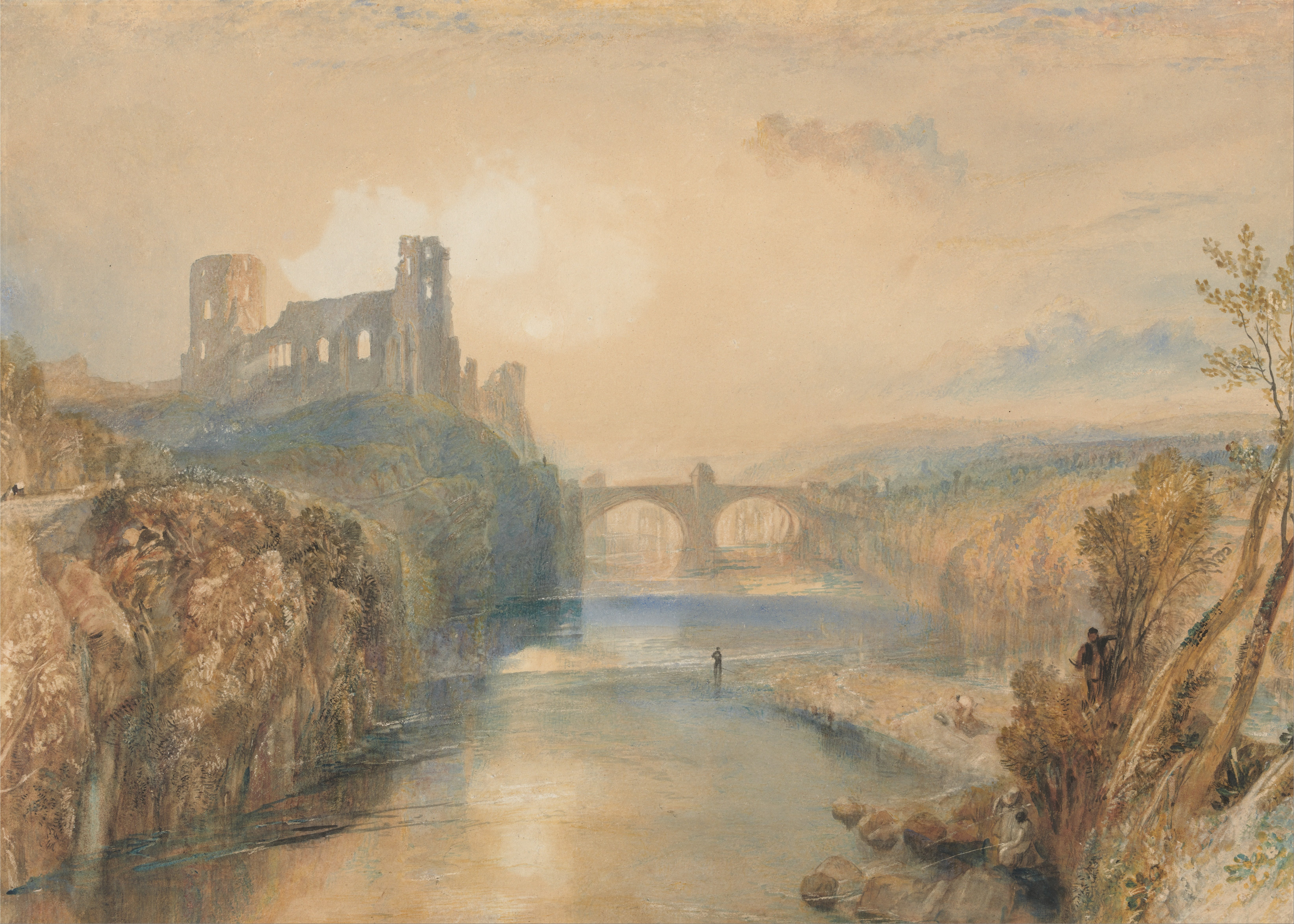
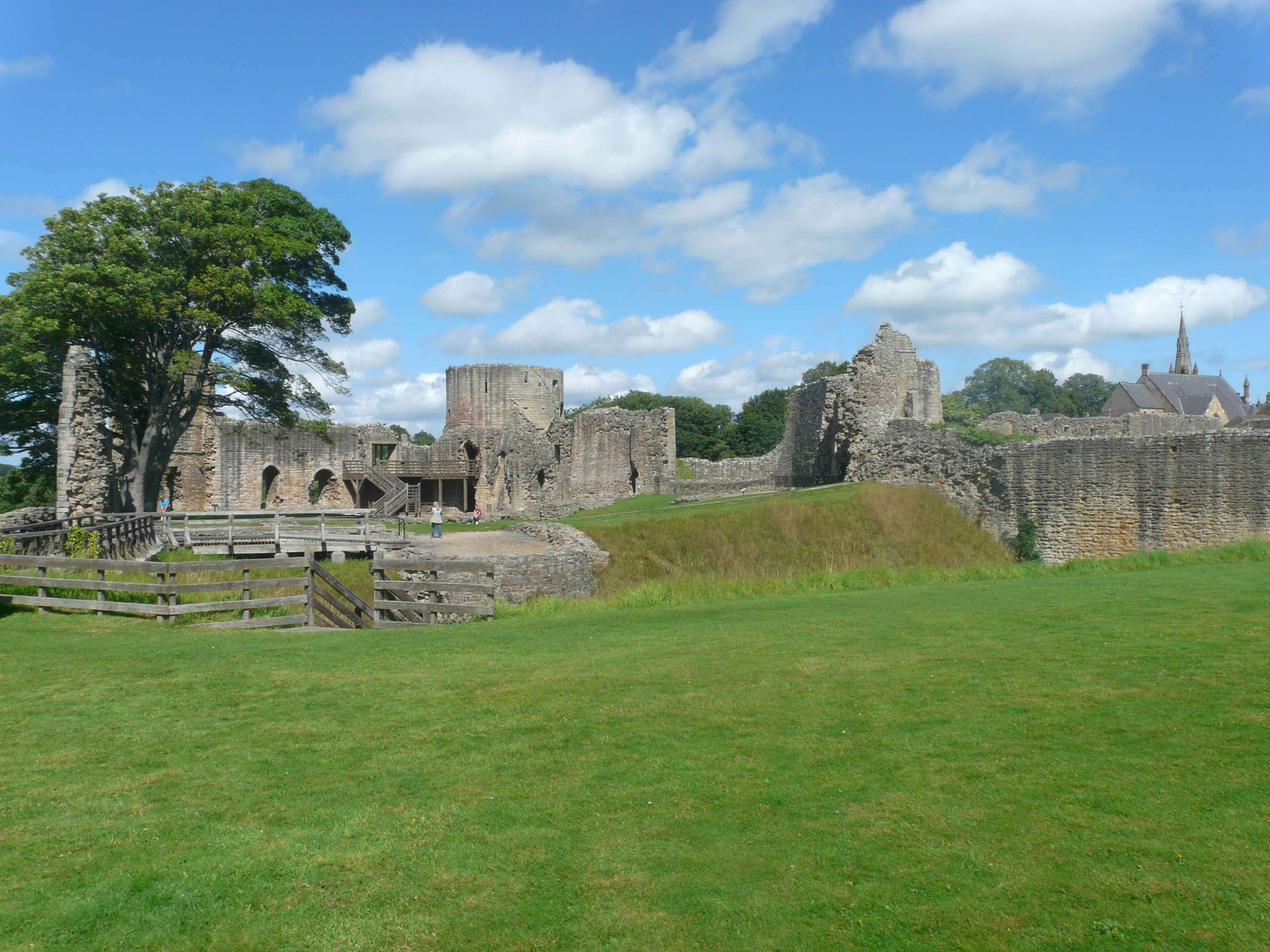
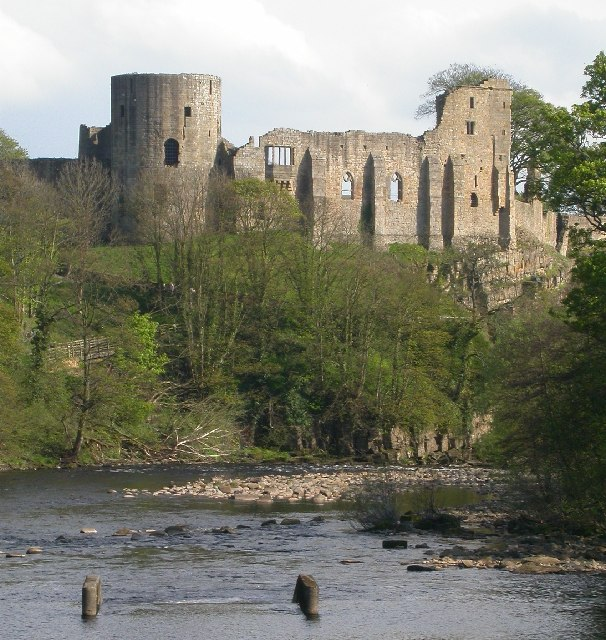